# 野口幽香
野口 幽香（のぐち ゆか、慶応2年2月1日（1866年3月17日） - 昭和25年（1950年）1月27日、女性）は、日本の幼児教育者、社会事業家。本名は野口 ゆか。

## 略歴
- 1866年（慶応2年）2月1日、播磨国姫路清水（現：兵庫県姫路市）に誕生。父は姫路藩士・野口野（いやし）、弟は建築家の野口孫市。

- 1890年（明治23年）、東京師範学校女子部（現・お茶の水女子大学）を卒業。同年、東京女子高等師範学校と改称した母校の附属幼稚園に助教諭として着任。

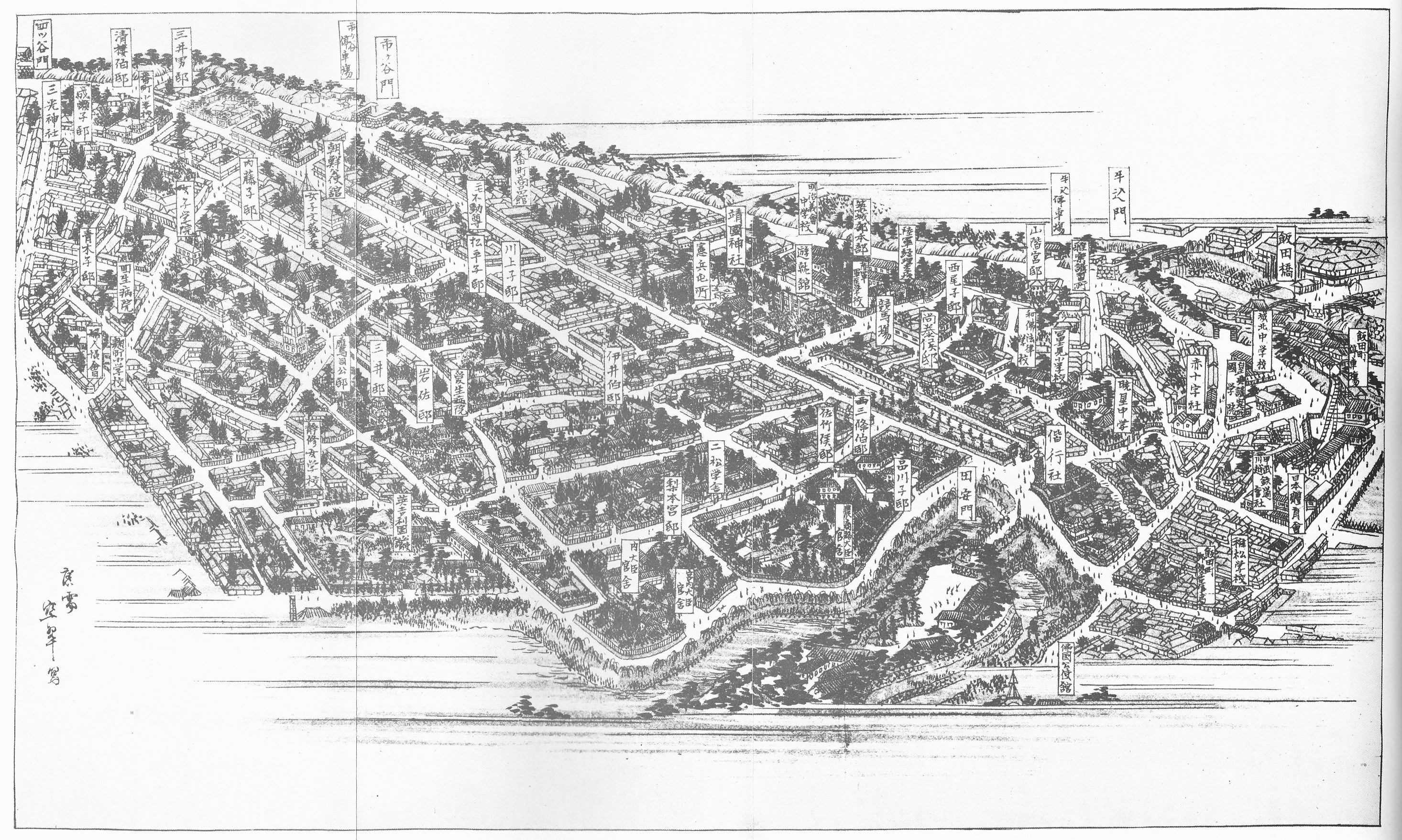
二葉幼稚園創設当時の麹町区番町。下六番町は図の左上端の近く、番町小学校という表示の一角に当たる。

- 1894年（明治27年）、華族女学校付属幼稚園（現在の学習院幼稚園の前身）が設置された際、幽香が選出され同園に異動となった。通勤の途中、道端で地面に字を書いて遊んでいる子供の姿を見るうち、多数の付き添いに命令する付属幼稚園の園児との間に落差を感じ、貧困家庭の子供たちにも保育をと考えるようになった。
- 1900年（明治33年）1月、貧困家庭の子供たちの為に二葉幼稚園を設立。森島美根と共に設立したこの園は、下六番町の小さな借家を利用したものだった。
- 1906年（明治39年）、明治の三大貧民窟のひとつであった東京・四谷鮫河橋（現在の新宿区南元町の一部）に二葉幼稚園を移転。皇室御料地を無料で借用したもので、本格的な「貧民幼稚園」の始まりとなった。

- 1910年(明治43年)、東京二葉独立教会（現在：日本基督教団東中野教会）を設立する。後に由木康が牧師に就任[2]。

- 1916年（大正5年）、事業や社会制度の変化に合わせて二葉幼稚園を二葉保育園に改称。内藤新宿南町（現在の新宿の一部）に分園を設立。

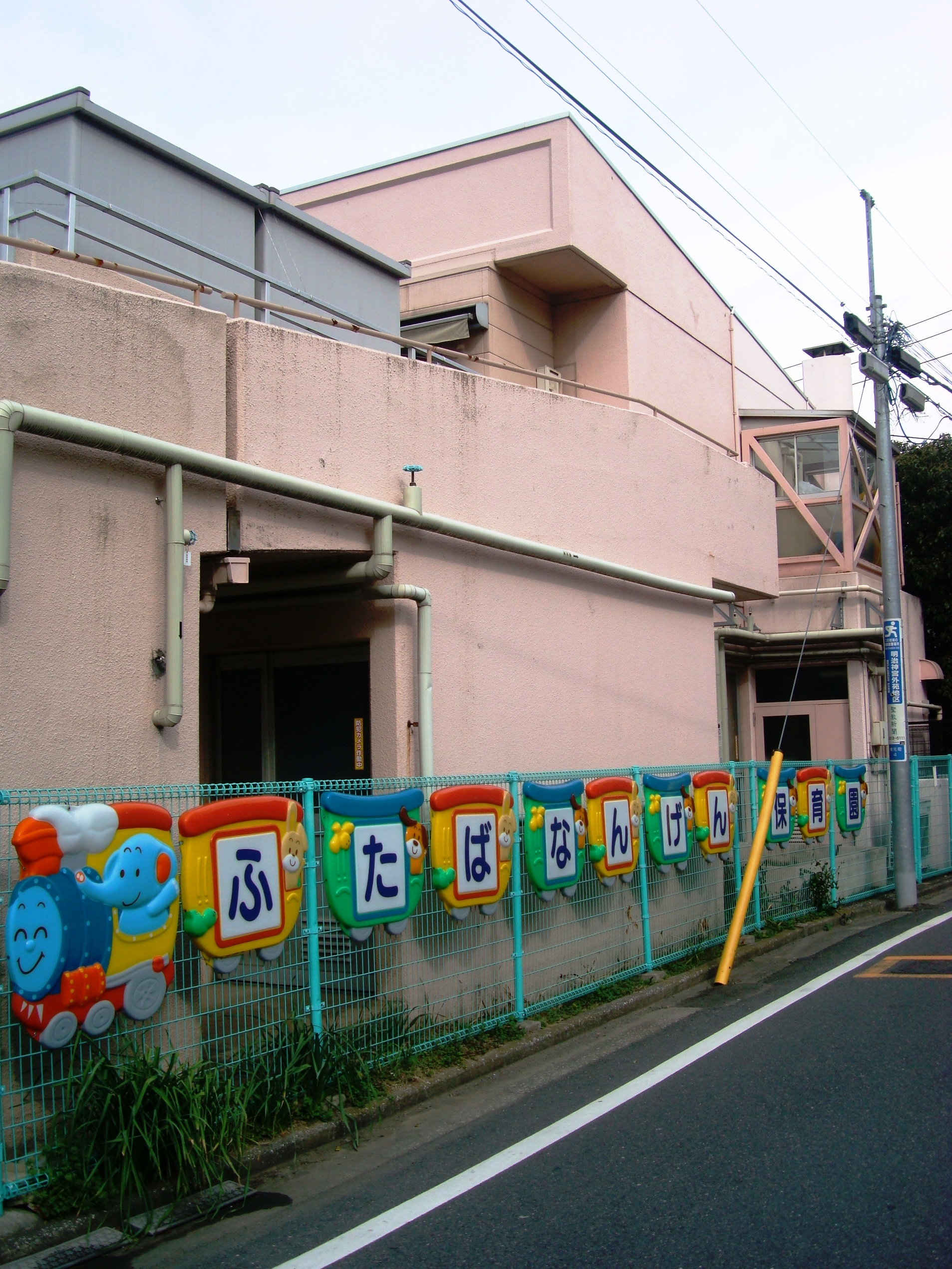
現在の二葉南元保育園
（東京都新宿区南元町）

- 1922年（大正11年）、本園に不就学児童のための小学部、母子ホームの先駆となった母の家を設置。

- 1935年（昭和10年）、徳永恕に園の一切を託し、引退。

- 1942年（昭和17年）4月から1947年（昭和22年）5月まで、計15回にわたり香淳皇后にキリスト教（聖書）の進講を行う。これは香淳皇后からの希望によるもので、クリスチャンである野口は香淳皇后の恩師でもあり、例年の皇后誕生日（3月6日）には皇居に招かれ歓談していた。

- 1950年（昭和25年）1月27日、上落合の自宅で84歳で死去。生涯独身であった。墓所は多磨霊園[3]。

## 評伝
- 貝出寿美子『野口幽香の生涯』キリスト新聞社、1974年。doi:10.11501/12189916。 NCID BN05413874。全国書誌番号:73010921。
  - 〔元論文〕 貝出寿美子「野口幽香の生涯」『東京女子大學附屬比較文化研究所紀要』第27巻、東京女子大学附属比較文化研究所、1969年6月、55-117頁、CRID 1050845762587716992、ISSN 05638186。
貝出寿美子「野口幽香の生涯(続)」『東京女子大學附屬比較文化研究所紀要』第28巻、東京女子大学附属比較文化研究所、1970年3月、1-26頁、CRID 1050564287611006976、ISSN 05638186。